# Amalia Grè (album)
Amalia Grè è l'album di debutto dell'omonima cantante italiana di musica jazz.

## Descrizione
L'album, pubblicato nel 2003, contiene il singolo Io cammino di notte da sola col quale la Grè debuttò al Premio Città di Recanati nel 2001. Inoltre sono presenti altri 10 brani inediti (di cui 3 in inglese) e due cover: Estate di Bruno Martino e Theme from Mahogany (Do You Know Where You're Going To?) di Diana Ross.
La copertina dell'album è un autoritratto digitale realizzato dalla stessa Grè.
AMALIA GRÈ - AMALIA GRÈ (ALBUM)
Label:	EMI
Entry:	01.01.2004 (Position 65)
Last week in charts:	29.07.2004 (Position 55)
Peak:	17 (1 weeks)
Weeks:	27
Place on best of all time:	860 (1627 points)
World wide:
it 	 Peak: 17 / weeks: 27
22.01.2004:	 18.
29.01.2004:	 17.
08.04.2004:	 20.
15.04.2004:	 19.

## Tracce
1. Cuore pallido (Amalia Grè)
2. Io cammino di notte da sola (Amalia Grè)
3. Sogno (Amalia Grè)
4. Indaco (Amalia Grè)
5. Your Lips (Amalia Grè)
6. Orchidee (Amalia Grè)
7. Estate (Bruno Martino)
8. Theme from Mahogany (Do You Know Where You're Going To?) (Michael Masser, Gerry Goffin)
9. Profondo (Amalia Grè)
10. Na Suppa de Stella (Amalia Grè, Marco De Filippis)
11. Baronessa (Amalia Grè, Marco De Filippis)
12. Film a 8 colori (Amalia Grè)
13. I Need a Crown (Amalia Grè)

## Formazione
- Amalia Grè - voce
- Marco De Filippis - basso
- Tsuyoshi Niwa - sax soprano
- Giulio Del Prato - tastiere
- Yoshiki Miura - chitarra
- Reese Carr - batteria
- Riccardo Biseo - piano
- Giuseppe Barbera - archi
- Hagi Anadi Mishra - percussioni
- Lele Melotti - batteria